# René Tebbel

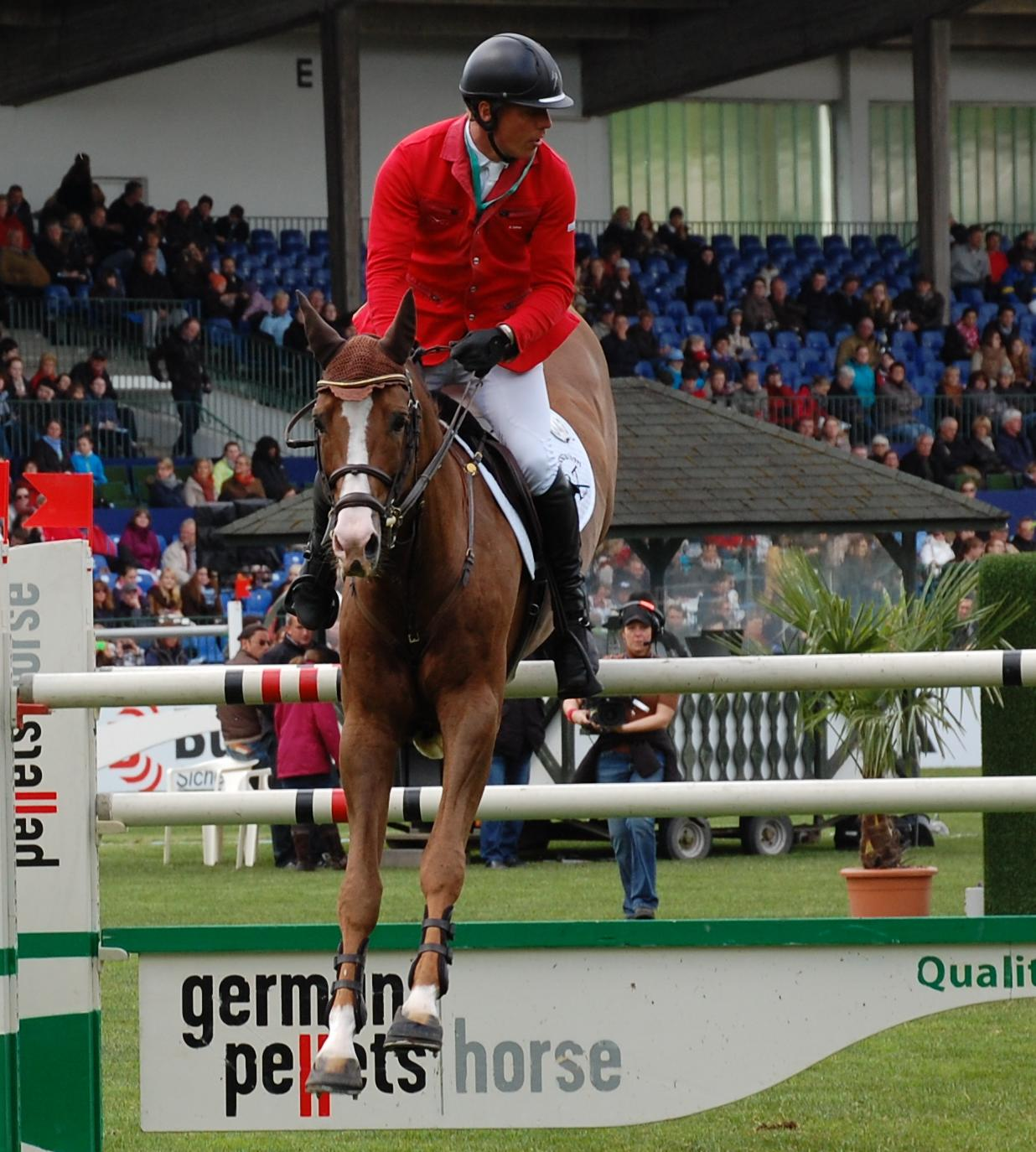
René Tebbel mit Light On, CSI 5* Hamburg 2012

René Tebbel (* 12. Februar 1969) ist ein Springreiter. Seit Beginn des Jahres 2015 startet er für die Ukraine im Sport, zuvor war er für Deutschland am Start.

## Privates
René Tebbel lebt in Emsbüren, wo er einen Turnier- und Handelsstall betreibt. Im Jahr 2012 errichtete Tebbel, der bereits seit längerem Hengsthalter ist, eine eigene Hengststation auf seinem Hof. Mit diesem zweiten Standbein plant er für die Zukunft und für eine Zeit nach der aktiven Reiterkarriere.
Seine Kinder sind ebenso im Springreitsport aktiv: Sein Sohn Maurice, der bei ihm trainiert, war bereits im Pony- und Juniorenbereich hocherfolgreich und 2017 erstmals auch in der Altersklasse der „Reiter“ Teil einer deutschen Championatsequipe. Auch seine Tochter Justine war als Ponyreiterin und Junioren bei Championaten für Deutschland am Start.

## Leben und Karriere

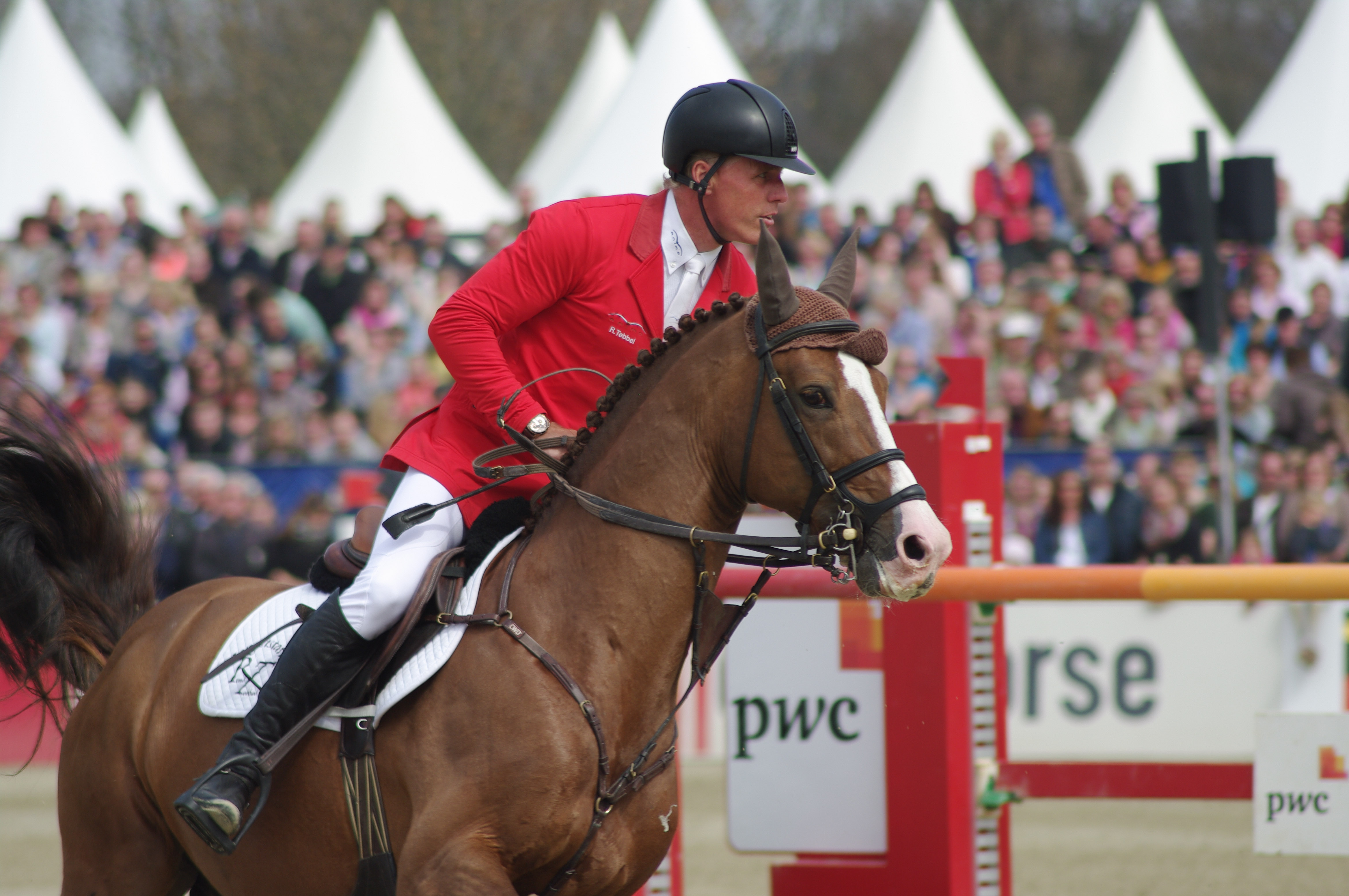
René Tebbel mit Light On, CSI 4* Hagen 2013

Tebbel war bereits in seiner Jugendzeit erfolgreich im Springsattel: 1986 gewann er die Mannschafts-Bronzemedaille bei den Europameisterschaften der Junioren, zwei Jahre später wurde er Vize-Europameister der Jungen Reiter. Im Jahr 1990 gelang ihm mit Urchin erfolgreich der Wechsel aus dem Jugendsport: Er konnte sich für das Weltcupfinale im Frühjahr 1990 qualifizieren und wurde zudem für die ersten Weltreiterspiele nominiert. Hier wurde er Alter von 21 Jahren Mannschaftsvizeweltmeister. Erneut für ein Championat nominiert wurde er 1993, als er mit Dexter Vierter mit der Mannschaft bei den Europameisterschaften wurde.
In den Jahren 1993 und 1994 ritt René Tebbel für den Stall von Paul Schockemöhle, seit 1995 ist er selbstständig tätig.
Neben dem dritten Platz im Weltcupfinale von 1999 folgten in den folgenden Jahren mit Radiator viele Siege in wichtigen Prüfungen wie den Weltcupspringen von Dortmund und Bologna (jeweils 1998), dem Stuttgart German Master (1998) sowie den Großen Preisen von London-Olympia (1998) und Spruce Meadows (1999). Mit Radiator wurde er zudem Zweiter im Großen Preis von Aachen 2001.
Beim Hallenreitturnier von Stuttgart 1999 wurde bei einer Kontrolle an den Vorderbeinen von Tebbels Pferd Percy eine Hypersensibilität sowie Entzündungsmerkmale im Bereich des Kronrandes festgestellt. Tebbel gab an, dort auf Verordnung von Tierärzten capsaicinhaltige Salben angewandt zu haben. Im Dezember 1999 wurde er daher von der FEI gesperrt. Dieses Urteil hob der Internationale Sportgerichtshof im August 2000 auf: Tebbel wurde von jedem Verdachtsmoment der Manipulation an seinem Pferd freigesprochen, zudem wurde kritisiert, dass das Urteil der FEI ohne Begründung gewesen war. Völlig im Gegensatz zur höchsten Sportsgerichtsbarkeit verurteilte die Disziplinarkommission der Deutschen Reiterlichen Vereinigung Tebbel zu einer Sperre von acht Monaten. Diese Sperre galt nur für nationale Turniere, hatte somit auf den Start in international ausgeschriebenen Prüfungen keine Auswirkungen.
Tebbel brach 2007 einen Rekord, denn er ist der erste Springreiter, der es schaffte, dreimal in Folge Deutscher Meister zu werden. In diesem Jahr wurde René Tebbel mit Coupe de Coeur als Reservereiter für die Europameisterschaften in Mannheim nominiert. Aufgrund einer Kolik seines Hengstes musste er jedoch kurz vor Beginn des Turniers absagen. Enttäuscht von seiner Nichtnominierung für die Mannschaft („Mehr als Meister werden kann ich nicht...Ich bin mit der Nominierungspolitik nicht einverstanden. Meine Leistung wurde nicht anerkannt.“) zog Tebbel einen Nationenwechsel in Betracht.
Nachdem sein Erfolgspferd Coupe de Coeur noch vor den Olympischen Spielen 2008 verkauft worden war, war Tebbel weniger im internationalen Turniersport zu sehen und konzentrierte sich auf die Förderung junger Pferde als auch seiner Kinder. Anfang Januar 2011 stürzte Tebbel beim internationalen Turnier in Neustadt (Dosse) zusammen mit seinem Pferd. Hierbei prallte er gegen die Betoneinfassung der Bande. Aufgrund dieser Verletzungen konnte er erst im Sommer wieder auf Turnieren starten.
Ab September 2013 übernahm er das Training der ukrainischen Springreitermannschaft um Oleksandr Onischtschenko. Daneben ist er weiterhin selbst als Springreiter aktiv.
Ab dem Jahresanfang 2015 ging Tebbel neben seinem Traineramt auch selbst für die Ukraine an den Start. Im selben Jahr gehörte er mit Cooper zur ukrainischen Equipe bei den Europameisterschaften in Aachen. Im Jahr 2016 nahm Tebbel erstmals an Olympischen Spielen teil. Bei den Spielen in Rio de Janeiro blieb er mit Zipper in vier von fünf Runden ohne Springfehler und erreichte Platz 19 der Einzelwertung. Trotz der Ermittlungen wegen Korruptionsverdacht gegen Onischtschenko kam bei den Europameisterschaften 2017 dennoch eine ukrainische Mannschaft zustande, der auch Tebbel angehörte.

## Erfolge
für Deutschland:
- Weltreiterspiele:

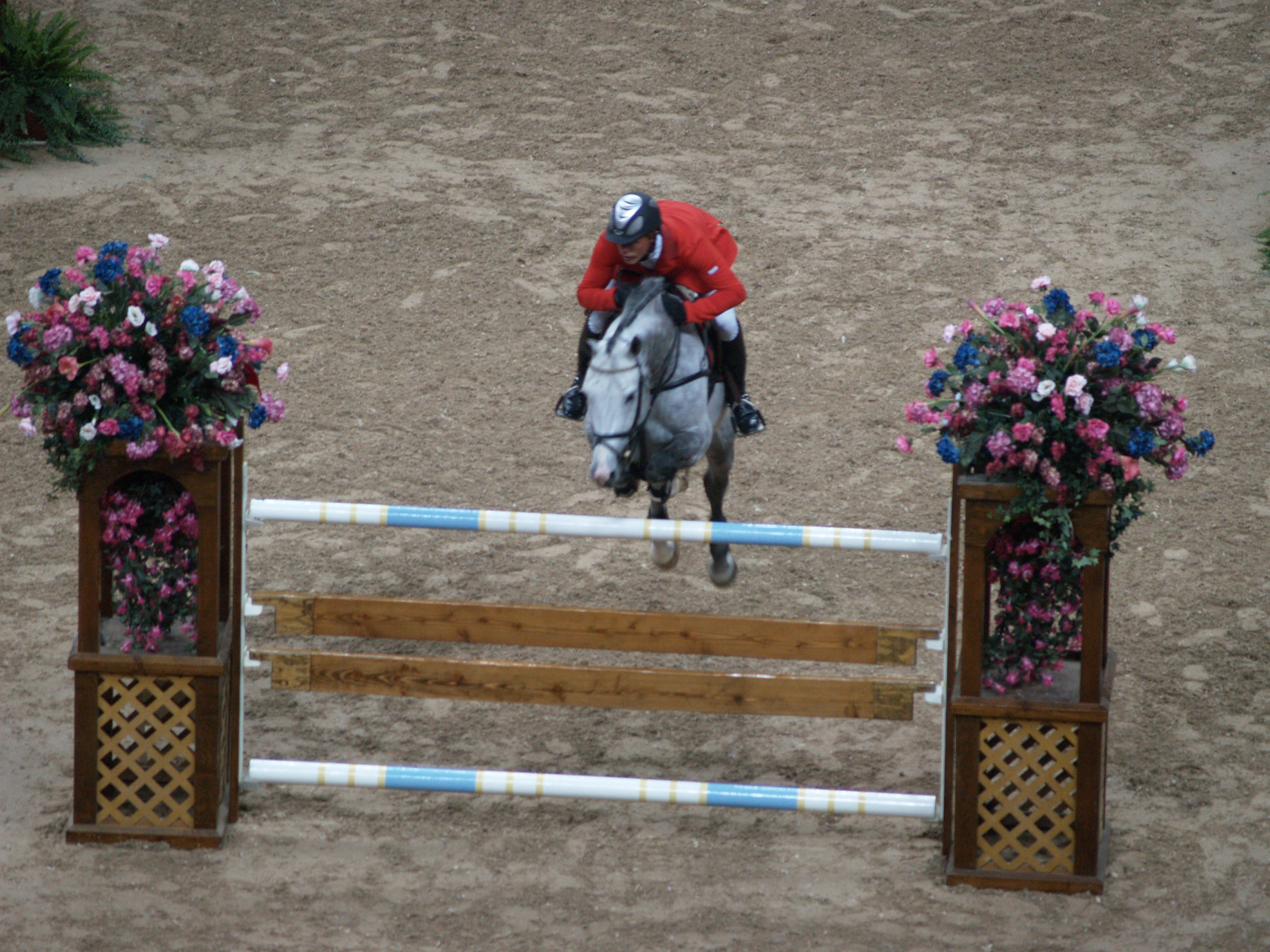
René Tebbel mit Coupe de Couer beim Weltcupfinale 2007

  - 1990, Stockholm: mit Urchin 2. Platz mit der Mannschaft und 17. Platz in der Einzelwertung
- Europameisterschaften:
  - 1985, Fontainebleau (Junioren): mit Gonzo 5. Platz mit der Mannschaft
  - 1986, Ennis (Junioren): mit Stardust 3. Platz mit der Mannschaft
  - 1988, Chaudfontaine (Junge Reiter): mit Grazie 3. Platz mit der Mannschaft und 2. Platz in der Einzelwertung
  - 1993, Gijón: mit Dexter 4. Platz mit der Mannschaft und 13. Platz in der Einzelwertung
- Weltcupfinale:
  - 1990, Dortmund: 14. Platz mit Urchin
  - 1993, Göteborg: 6. Platz mit Dexter
  - 1998, Helsinki: 4. Platz mit Radiator
  - 1999, Göteborg: 3. Platz mit Radiator
  - 2001, Göteborg: 12. Platz mit Le Patron
  - 2002, Leipzig: 22. Platz mit Le Patron
  - 2007, Las Vegas: 13. Platz mit Coupe de Coeur
- Deutsche Meisterschaften (in Auswahl):
  - 2005, Verden: 1. Platz mit Quel Homme
  - 2006, Münster: 1. Platz mit Coupe de Coeur
  - 2007, Gera: 1. Platz mit Coupe de Coeur

für die Ukraine:
- Olympische Sommerspiele:
  - 2016, Rio de Janeiro: mit Zipper 13. Platz mit der Mannschaft und 19. Platz in der Einzelwertung
- Europameisterschaften:
  - 2015, Aachen: mit Cooper 8. Platz mit der Mannschaft und 34. Platz in der Einzelwertung
  - 2017, Göteborg: mit Cosun 16. Platz mit der Mannschaft und 47. Platz in der Einzelwertung

## Pferde

### Aktuelle Turnierpferde
- Cooper 75 (* 2003), brauner Holsteiner Wallach, Vater: Colman, Muttervater: Limbus[15]
- Zipper (* 2004), Niederländischer Fuchshengst (Nederlands Rijpaarden en Pony Stamboek), Vater: Apple Juice, Muttervater: Concorde; bis August 2014 von Sergio Álvarez Moya geritten, zeitweilig auch von Oleksandr Onyschtschenko, Katharina Offel und Ferenc Szentirmai geritten[16][17]

### Ehemalige Turnierpferde von René Tebbel
- Borsu Urchin (* 1978), brauner KWPN-Wallach, Vater: Lucky Boy xx, Muttervater: Waldo[18]
- Radiator (* 1987), brauner Hannoveraner Hengst, Vater: Raphael, Muttervater: San Fernando; zuvor von Gerd Wiltfang geritten[19][20]
- Meurer's Le Patron (* 1990), brauner Holsteiner Wallach, Vater: Lord Liberty, Muttervater: Zeus; später von Toni Haßmann geritten[21]
- Coupe de Coeur (* 1997), Holsteiner Schimmelhengst, Vater: Calido, Muttervater: Lincoln, wurde ab April 2008 von Ludger Beerbaum sowie später von Henrik von Eckermann und Philipp Weishaupt geritten[22][23]

## Belege
1. 1 2  Entscheidung für Ukraine fiel Tebbel nicht schwer, Neue Osnabrücker Zeitung, 22. Dezember 2014
2. ↑  Rene Tebbel baut eine Hengststation (Memento vom 12. September 2012 im Webarchiv archive.today), Reiter Revue International, 23. November 2011
3. ↑  Wichtige Erfolge von Justine Tebbel auf der Internetseite der FEI
4. 1 2 3 4  Rene Tebbel, Deutschland, pferdenachrichten.de
5. 1 2  Wichtige Erfolge von René Tebbel auf der Internetseite der FEI
6. ↑  Zwei schöne Ehrenrunden für René Tebbel, Die Welt, 16. März 1998
7. ↑  Harte Bandagen für Springreiter Tebbel, Die Welt, 8. Juni 2000
8. ↑  Späte Sperre für den Springreiter René Tebbel, Die Welt, 20. Juli 2000
9. ↑  Reiten: Freispruch "erster Klasse" für Rene Tebbel, Rheinische Post, 17. August 2000
10. ↑  Kurzfristiges EM-Aus für deutsches Gespann, Der Tagesspiegel, 13. August 2007
11. ↑  Streit über Springreiter Rene Tebbel eskaliert, Die Welt, 14. September 2007
12. ↑  Lange Zwangspause für René Tebbel, Elfriede Diers / Neue Osnabrücker Zeitung, 25. Januar 2011.
13. ↑  René Tebbel wird Trainer der Ukraine, St. Georg, 19. September 2013
14. ↑  Zweite Runde als Ziel gesetzt: Emsbürener Tebbel mit ukrainischer Mannschaft bei EM, Helmut Diers / Neue Osnabrücker Zeitung, 21. August 2017
15. ↑  FEI-Pferdedatenbank: Cooper 75
16. ↑  FEI-Pferdedatenbank: Zipper
17. ↑  Abstammung von Zipper auf hippomundo.com
18. ↑  Abstammung von Borsu Urchin auf horsetelex.com
19. ↑  Abstammung von Radiator auf hippomundo.com
20. ↑  Erfolge von Gerd Wiltfang auf hippomundo.com
21. ↑  FEI-Pferdedatenbank: Meurer's Le Patron
22. ↑  FEI-Pferdedatenbank: Coupe de Coeur
23. ↑  Coupe de Coeur für Ludger Beerbaum, St. Georg, 8. April 2008